# Hiroshima Open
Het Hiroshima Open was een jaarlijks golftoernooi van de Japan Golf Tour.
De eerste editie was in 1973, de laatste in 2007. Het werd gespeeld op de Hiroshima Country Club behalve in 1997, toen het toernooi eenmalig op de Yonex Country Club in Niigata werd gespeeld.

## Winnaars
| Hiroshima Open - 1972: Hsieh Yung-yo - 1973: Toru Nakamura - 1974: Lu Liang-Huan - 1975: Lu Liang-Huan - 1976: Masashi Ozaki - 1977: Yasuhiro Miyamoto - 1978: Masashi Ozaki - 1979: Yoshitaka Yamamoto - 1980: Norio Suzuki - 1981: Seiichi Kanai - 1982: Takashi Kurihara - 1983: Katsunari Takahashi - 1984: Masashi Ozaki - 1985: Yoshitaka Yamamoto - 1986: Toru Nakamura | Yonex Open Hiroshima - 1987: Hajime Meshiai - 1988: Hajime Matsui - 1989: Masashi Ozaki - 1990: Masashi Ozaki - 1991: Eiichi Itai - 1992: Nobumitsu Yuhara - 1993: Toshiaki Odate - 1994: Masashi Ozaki - 1995: Masashi Ozaki - 1996: Hideyuki Sato - 1997: Naomichi Ozaki - 1998: Masashi Ozaki - 1999: Masashi Ozaki | Juken Sangyo Open Hiroshima - 2000: Keiichiro Fukabori - 2001: Keiichiro Fukabori - 2002: SK Ho Woodone Open Hiroshima - 2003: Toshimitsu Izawa - 2004: Shingo Katayama - 2005: Takao Nogami - 2006: Tetsuji Hiratsuka - 2007: Toru Taniguchi |

Play-off
- 1975: Liang-huan Lu won van Kosaku Shimada en Toru Nakamura;
- 1978: Masashi Ozaki won van Hideyo Sugimoto;
- 1981: Seiichi Kanai won van Lu Hsichuen;
- 1983: Katsunari Takahashi won van Tateo Jet Ozaki;
- 1986: Toru Nakamura won van Saburo Fujiki;
- 1993: Toshiaki Odate won van Wayne Levi;
- 1999: Masashi Ozaki won van Shigemasa Higaki;
- 2001: Keiichiro Fukabori won van Masashi Ozaki;
- 2003: Toshimitsu Izawa won van Kiyoshi Murota;
- 2007: Toru Taniguchi won van Prayad Marksaeng;

Record
- Masashi Ozaki won het toernooi 9x